# John Mackey
John Kevin Mackey (Queens, Nueva York, 24 de septiembre de 1941 – Baltimore, Maryland, 6 de julio de 2011), más conocido como John Mackey, fue un jugador profesional estadounidense de fútbol americano que se desempeñó en la posición de tight end en la National Football League (NFL). Es miembro del Salón de la Fama del Fútbol Americano Profesional.

## Carrera
Mackey jugó como profesional nueve temporadas en Indianapolis Colts (1963-1971), después pasó a Los Angeles Chargers, donde jugó una temporada (1972), y fue el equipo en el que se retiró.

## Reconocimiento
El 1 de agosto de 1992, ingresó como miembro al Salón de la Fama del Fútbol Americano Profesional.